# Bibliografie dějin Českobratrské církve evangelické
Toto je neúplný soupis bibliografie dějin Českobratrské církve evangelické. Českobratrská církev evangelická vznikla v roce 1918 sloučením českých evangelických sborů helvetského a augsburského vyznání původně zahrnutých do Evangelické církve v Rakousku. Tyto farní sbory začaly v českých zemích vznikat po tolerančním patentu v roce 1781, jejich dějiny jsou tedy starší než dějiny dnešní Českobratrské církve evangelické. Sbory Českobratrské církve evangelické navazují na českou reformaci, avšak dějiny české reformace už nejsou v této bibliografii zahrnuty.

## Celocírkevní schematismy a almanachy
- Almanach jubilejní obsahující popsání všech sborů evanjelických h. i a. v. r. 1881 v Čechách a na Moravě stávajících. Praha: Spolek Komenského, 1881.
- KAŠPAR, Ludvík Bohumil. Památník reformované církve Českomoravské obsahující popsání všech sborů evangelických h. v. v Čechách a na Moravě v jubilejním roce 1881 stávajících. Praha: Spolek Komenský, 1881.
- Šematismus evangelické církve augšb. a helv. vyznání v královstvích a zemích na říšské radě zastoupených 1886. Vídeň: C. k. vrchní evangelická církevní rada, 1887.
- Kalendář Kostnické jednoty. Praha: Kostnická jednota, 1908.
- Šematismus evangelické církve augsburského a helvetského vyznání v Rakousku 1913. Vídeň: C. k. vrchní evangelická církevní rada, 1913.
- BEDNÁŘ, František. Památník Českobratrské církve evangelické. Českobratrská církev evangelická a její senioráty a sbory na stezkách minulosti a na prahu přítomnosti. Praha: Kalich, 1924. 480 s.
- Deset let Českobratrské evangelické církve 1918–1928. Praha: Českobratrská církev evangelická, 1928. 105 s.
- Jubilejní almanach – schematism československého evangelictví v ČSR. Praha: Kostnická jednota, 1928.
- Schematismus českobratrské církve evangelické 1943. Praha: Synodní rada Českobratrské církve evangelické, 1944.
- Synodní rada Českobratrské církve evangelické. Církev v proměnách času. Sborník k 50. výročí spojení Českobratrské církve evangelické. Praha: Ústřední církevní nakladatelství, Kalich, 1969. 313 s.
- Synodní rada Českobratrské církve evangelické. Církev v proměnách času. 1969–1999. Sborník Českobratrské církve evangelické. Příprava vydání Miroslav Brož. Praha: Kalich, 2002. 414 s. ISBN 80-7017-697-0.
- NEŠPOR, Zdeněk R. Encyklopedie moderních evangelických (a starokatolických) kostelů Čech, Moravy a českého Slezska. Praha: Kalich, 2009. 576 s. ISBN 978-80-7017-129-5.
- Synodní rada Českobratrské církve evangelické. Církev v proměnách času. 2000–2017. Sborník Českobratrské církve evangelické. Příprava vydání Lenka Dobšová a Monika Voženílková. Praha: Kalich, 2019. 518 s. ISBN 978-80-7017-259-9.

## Obecné dějiny

### Obecné
- BAŠUS, Bedřich Blahoslav. Po meči a po přeslici. Příspěvek k historii církve. Praha: Kalich, Ústřední církevní nakladatelství, 1979. 157 s.
- Ex archivis ecclesiae. Sborník příspěvků historiků a archivářů k dějinám Českobratrské církve evangelické a jejích předchůdkyň, evangelických církví augsburského a helvetského vyznání v českých zemích. Příprava vydání Adéla Šmilauerová. Praha: Českobratrská církev evangelická, 2009. ISBN 978-80-87098-10-3.

### Toleranční doba
- Čeští nekatolíci v 18. století. Mezi pronásledováním a náboženskou tolerancí. Příprava vydání Zdeněk R. Nešpor. Ústí nad Labem: Albis international, 2007. 449 s. ISBN 978-80-86971-27-8.
- BEDNÁŘ, František. Zápas moravských evangelíků o náboženskou svobodu v letech 1777–1781. Prameny k dějinám tolerančního patentu. Praha: Královská česká společnost nauk, 1931. 641 s.
- BURIAN, Ilja. Počátky tolerančního evangelictví. Praha: Ústřední církevní nakladatelství, 1985. 176 s.
- MELMUKOVÁ, Eva; MELMUK, Jiří; BURIAN, Ilja. Evangelíci v rané toleranční době v Čechách a na Moravě. Praha: Oliva, 1995-1996. (8 svazků, druhé doplněné vydání Verbum, Neratovice, 2017)
- MELMUKOVÁ, Eva. Patent zvaný toleranční. Praha: Mladá fronta, 1999. 238 s. ISBN 80-204-0741-3. (druhé doplněné vydání Verbum, Neratovice, 2013)
- MEDEK, Zdeněk Jan. Na slunce a do mrazu. První čas josefinské náboženské tolerance v Čechách a na Moravě. Praha: Kalich, Ústřední církevní nakladatelství, 1982. 382 s.
- LUKÁŠEK, Josef Václav. Počátky evanj. církve v Praze. Příspěvek k době toleranční. Praha: Alois Lapáček, 1914. 101 s.
- MACEK, Ondřej. Po vzoru Berojských. Život i víra českých a moravských evangelíků v předtoleranční a toleranční době. Praha: Kalich, 2008. 599 s. ISBN 978-80-7017-088-5.
- LUKÁŠEK, Josef Václav. K dějinám doby toleranční. Praha: Českobratrské družstvo, 1939. 263 s.
- BOLOM, Sixtus. Tomáš Juren. Toleranční doba na Vysočině a hudba srdce. Tišnov: Sursum, 2008. 228 s. ISBN 978-80-7323-177-4.
- BOLOM, Sixtus. Svoboda svědomí: Superintendent Michael Blažek a protestantská společnost pozdního osvícenství. Praha: Historický ústav AV ČR, v.v.i. a Matice moravská, 2016. 565 s. ISBN 978-80-7286-286-3.
- BOLOM, Sixtus; KOTLÍKOVÁ, Martina. Neučiníš sobě rytiny. Evangelické umění toleranční doby 1781-1861 (katalog výstavy: Brno, kostel J.A. Komenského 15.5.–30.6.2010). Brno: Farní sbor Českobratrské církve evangelické v Brně I, 2010. 30 s. ISBN 978-80-254-7206-4.
- BAŠUS, Bedřich Blahoslav. Ztroskotání, události, stavba. Příspěvky k historii církve. Praha: Kalich, Ústřední církevní nakladatelství, 1987. 230 s.
- BURIAN, Bohuslav. Toleranční kazatelé na Valašsku (1781–1861). Příspěvek k dějinám valašského evangelictví. Střítež nad Bečvou: vlastním nákladem, 1938-1940. 559 s.
- Čeští evangelíci a toleranční patent. Sborník přednášek ze sympozia k 200. výročí tolerančního patentu [uspoř.] Komenského evangelickou bohosl. fak. v Praze 22. a 23. května 1981. Příprava vydání Amedeo Molnár a Josef Smolík. Praha: Ústřední církevní nakladatelství, 1982. 150 s.
- SVOBODA, Josef František. Helvetská či frajmaurská rebelie r. 1797. Brno: vlastním nákladem, 1913. 39 s.
- SKLENÁŘ, Jaroslav; SOUŠEK, Zdeněk. Počátky práce tolerančních sborů na Poděbradsku. Libice nad Cidlinou: [s.n.], 1958.
- PRAŽÁK, Richard. Maďarská reformovaná inteligence v českém obrození. Praha: Státní pedagogické nakladatelství, 1962. 254 s. Dostupné online.
- NEŠPOR, Zdeněk R. Víra bez církve? Východočeské toleranční sektářství v 18. a 19. století. Ústí nad Labem: Albis international, 2004. 240 s. ISBN 80-86067-92-0.
- BOLOM-KOTARI, Sixtus. Zrozeni z osvícenských reforem. Toleranční kazatelé z Uher v procesu formování české společnosti (1781–1870). Praha: Nakladatelství Lidové noviny, 2023. 449 s. ISBN 978-80-7422-897-1.

### 19. století
- LUKÁŠEK, Josef Václav. Bedřich Vilém Košut a náboženské poměry v revoluční době r. 1848 a za vlády absolutismu. Praha: V. Horák a spol., 1927. 190 s. Dostupné online.
- LUKÁŠEK, Josef Václav. Jan Janata a naše minulost : příspěvek k dějinám české evang. církve. Praha: V. Horák a spol., 1931. 290 s. Dostupné online.
- LUKÁŠEK, Josef Václav. Česká evangelická církev v době revoluční r. 1848. Praha: Českobratrské družstvo, 1937. 307 s.
- REZEK, Antonín. Dějiny prostonárodního hnutí náboženského v Čechách od vydání tolerančního patentu až na naše časy. Praha: vlastním nákladem, 1887. 156 s. Dostupné online.
- ŘÍČAN, Rudolf. Vyznání a vyznavači. Z historie českého protestantismu XIX. století. Praha: KSML (YMCA), 1940. 69 s.
- HAVELKA, Emanuel. Protestantské školství v Čechách a na Moravě. Praha: Dědictví Komenského, 1910. 396 s.
- ŽILKA, František. Půl století náboženské svobody. K jubileu „Protestantského patentu“ z 8. dubna 1861. Praha: Spolek Komenského, 1912. 55 s.

### 20. století
- ZÁVODSKÝ, Josef. Úsilí dvou generací o novou mládež (kus nedávné církevní historie). Praha: Svaz SČME-YMCA, 1932. 81 s.
- Prošli jsme v jeho síle. Evangelíci v čase druhé světové války. Příprava vydání Milena Šimsová. Praha: Kalich, 2003. 271 s. ISBN 80-7017-949-X.
- BOHÁČ, Antonín. Organisace evangelických církví v českých zemích. Praha: Synodní rada Českobratrské církve evangelické, 1946. 31 s.
- MORÉE, Peter; PIŠKULA, Jiří. „Nejpokrokovější církevní pracovník“. Protestantské církve a Josef Lukl Hromádka v letech 1945 – 1969. Benešov: Eman, 2015. 399 s. ISBN 978-80-88060-03-1.
- OTTER, Pavel. Církevní politika 1949. Dokumenty a komentáře. Heršpice: Eman, 1992. 122 s. ISBN 80-900696-1-4.
- PFANN, Miroslav. Nová orientace v Českobratrské církvi evangelické v letech 1959-1968. Malá historie jednoho hnutí evangelických křesťanů podle archivních dokumentů. Středokluky: Zdeněk Susa, 1998. 91 s. ISBN 80-86057-05-4.
- DINUŠ, Peter. Českobratrská církev evangelická v agenturním rozpracování STB. Praha: Úřad dokumentace a vyšetřování zločinů komunismu SKPV, PČR, 2004. 135 s. ISBN 80-86621-08-1.
- K svobodě je dlouhé putování. Sborník příspěvků z kurzu pro kazatele a kazatelky ČCE, pořádaného Spolkem evangelických kazatelů v Praze 26.-30. ledna 2009. Příprava vydání Ondřej Ruml. Benešov: Eman, 2010. 142 s. ISBN 978-80-86211-68-8.
- Cesta církve. Praha: Českobratrská církev evangelická, 2009-2019. ISBN 978-80-87098-13-4. (9 svazků)
- CSUKÁS, Adam. Právní řád Českobratrské církve evangelické v historických souvislostech. Jihlava: Mlýn, 2022. 343 s. ISBN 978-80-86498-73-7.
- PFANN, Michael. K svobodě je dlouhé putování. Život Českobratrské církve evangelické v letech 1968-1989. Překlad Jonáš Plischke. Praha: Nakladatelství Karolinum, 2024. 344 s. ISBN 978-80-246-5445-4.

## Dějiny jednotlivých sborů
abecedně podle sborů
- Dvacet let Kazatelské stanice českobratrské církve evangelické v Blansku : [1924 až 1944] : (hrst vzpomínek, přehled práce a výhledy nových možností). Brno: [s.n.], 1945. 15 s.
- SKALÁK, Jan. Historie evangelicko-reformovaného sboru v Borové, ke dni oslavení stoleté památky založení jeho. Polička: vlastním nákladem, 1883. 24 s.
- Sborník vydaný k slavnostnímu otevření českobratrského evangelického chrámu Páně v Boskovicích. 1924–1941. Boskovice: Českobratrská evangelická kazatelská stanice v Boskovicích, 1941. 32 s.
- Památník sboru Komenského v Brandýse nad Orlicí. Vydáno u příležitosti 20 letého založení a trvání filiál. sboru českobratrské církve evangelické v Brandýse nad Orlicí 1926–1946. Příprava vydání Stanislav Brýdl. Brandýs nad Orlicí: Staršovstvo sboru Komenského v Brandýse nad Orlicí, 1946. 54 s.
- Stručná historie Českobratrského evang. sboru v Brně. Brno: Českobratrský evangelický sbor, 1924.
- Husův asyl. Sirotčinec českobratrského evangelického farního sboru v Čáslavi [25 let] 1915-1940. Čáslav: Kuratorium sirotčince Husova asylu, 1940. 26 s.
- SZALATNAY, Justus. Paměti evanjelického reformovaného sboru v Černilově. K stoletému jubileu posvěcení chrámu Páně sděluje Justus Szalatnay. Praha: vlastním nákladem, 1886. 60 s.
- Památník českobratrského sboru evang. v Daňkovicích. 1784–1934. Daňkovice: sbor Daňkovský, 1934. 32 s.
- Snažujme se ve všem právě. Historie evangelického sboru v Daňkovicích. Příprava vydání Debora Rumlová. Daňkovice: Farní sbor Českobratrské církve evangelické v Daňkovicích, 2018. 119 s. ISBN 978-80-87098-71-4.
- Sborník 70 let děčínského sboru Českobratrské církve evangelické 1946–2016. Příprava vydání Petr Čapek. Děčín: Farní sbor Českobratrské církve evangelické v Děčíně, 2016. 45 s. ISBN 978-80-87098-62-2.
- KUBÁT, Ladislav. Z dějin evangelia v Dobříši a okolí. Dobříš: Farní sbor Českobratrské církve evangelické v Dobříši, 1937. 31 s.
- JINDRA, Radomil. Historie evangelické církve v Čermné. Horní Čermná: Farní sbor Českobratrské církve evangelické v Horní Čermné, 2008. 123 s. ISBN 978-80-254-2709-5.
- LANŠTJÁK, Pavel Ferdinand; HÁJEK, Štěpán. Dějiny evangelické církve v Horních Dubenkách. Heršpice: Eman, 2000. 247 s. ISBN 80-86211-14-2.
- Z TARDY, Heřman. Historie evangelicko-reformovaného sboru Hořatevského od jeho založení až do léta Páně 1868. Vídeň: vlastním nákladem, 1868. 48 s.
- Epištoly a vzpomínky. K patnáctiletému výročí vzniku Českobratrského evang. sboru ve Hvozdnici napsali jeho přátelé a první pracovníci. Hvozdnice: vlastním nákladem, 1936. 45 s.
- NEŠPOR, Jarolím. Ze sborů tolerančních seniorátu poděbradského. Nymburk: nákladem seniorátního výboru v Chlebích, 1931. 44 s.
- 60 let na cestě... 1948–2008. Farní sbor ČCE v Chrástu u Plzně. Chrást: Farní sbor Českobratrské církve evangelické v Chrástu u Plzně, 2008.
- Jičínský památník. Na paměť dvacetiletí zbudování své modlitebny a k desátému výročí znovu dosažené naší národní samostatnosti. Jičín: Farní sbor Českobratrské církve evangelické v Jičíně, 1928. 74 s.
- Památník Českobratrského evangelického sboru v Klášteře n. D. Příprava vydání Bohumír Opočenský. Klášter nad Dědinou: Staršovstvo sboru v Klášteře nad Dědinou, 1928.
- FREITINGER, Antonín. Z dějin města a českobratrského sboru v Kostelci n./Lab.. Kostelec nad Labem: [s.n.], 1943. 8 s.
- JANOVSKÝ, František S. Dějiny tolerančního sboru v Kovánci. Kovanec: Staršovstvo FS ČCE Kovanec, 1945. 249 s.
- Krabčice 1785–1885–1935. Krabčice: Farní sbor Českobratrské církve evangelické v Krabčicích, 1935. 35 s.
- TERSCH, Pavel. Věž pevná... Pohled do historie evangelického sboru v Kralovicích. Praha: Českobratrská církev evangelická, 2014. 72 s. ISBN 978-80-87098-39-4.
- KUTLÍK, Bohdan. Zrcadlo Křížlické, neb, Dějiny církve evanjel. aug. vyznání v Křížlicích. Praha: vlastním nákladem, 1881. 38 s.
- HREJSA, Otmar. Dějiny evanj. církve a. v. v Jasenné na Moravě. Kutná Hora: vlastním nákladem, 1901. 71 s.
- CÍSAŘ, Ferdinand. Historický nástin I. století trvání ref. sboru Páně klobouckého. [s.l.]: vlastním nákladem, 1884. 68 s. Dostupné online.
- BEDNÁŘ, František. Dějiny evang. reform. sboru v Kloboukách u Brna. Hodonín: vlastním nákladem, 1915.
- REJCHRT, Luděk. Na horách ležící. Dějiny evangelického sboru v Křižlicích. Praha: Pierot, 2004. 188 s. ISBN 80-86272-98-2.
- 1891–1951. 60 let samostatného farního sboru ČCE v Kutné Hoře. Kutná Hora: Staršovstvo FS ČCE v Kutné Hoře, 1951.
- Dějiny evanjelické církve a. vyzn. v Libštátě vydané k památce stoletého jubilea „Tolerančního patentu“. 1781–1881. [s.l.]: [s.n.], 1881.
- Libštátský evangelický sbor v letech 1945–2020. Příprava vydání Petr Hudec. Libštát: Farní sbor Českobratrské církve evangelické v Libštátě, 2021. 160 s. ISBN 978-80-87098-77-6.
- Českobratrský evangelický sbor v Litomyšli 1923–1948. Památník k 25. výročí zřízení sboru. Litomyšl: Staršovstvo FS ČCE v Litomyšli, 1948. 23 s.
- HÁJEK, Karel; MAŠEK, Jan. Dějiny kazatelské stanice v Mladé Boleslavi. Středokluky: Zdeněk Susa, 2017. 165 s. ISBN 978-80-88084-13-6.
- LUKL, Jiří; MACEK, Ondřej; SVOBODA, Vladimír. I zůstávali v učení apoštolském. Snažení a rozpomínání evangelíků na Nosislavsku. Nosislav: Farní sbor Českobratrské církve evangelické v Nosislavi, 2011. 205 s. ISBN 978-80-87098-26-4.
- LUKÁŠEK, Josef Václav. Dějiny evanjelické církve a. v. v Pozděchově. Pozděchov: Evanj. sbor, 1900.
- KOŠUT, Bedřich Vilém. Historie založení evangelické církve helv. vyz. v Praze. Praha: nákladem církve, 1862. 60 s.
- HREJSA, Ferdinand. Dějiny české evanjelické církve v Praze a ve středních Čechách v posledních 250 letech. Praha: Českobratrská evanjelická církev, 1927. 474 s.
- LUKÁŠEK, Josef Václav. Příspěvky k dějinám evanj. církve v Praze. Praha: A. Lapáček, 1915. 141 s.
- LUKÁŠEK, Josef Václav. Josef Růžička jeho život a dílo. Příspěvek k dějinám evangelické církve v Praze. Praha: Českobratrské družstvo, 1929. 288 s.
- DVOŘÁK, Josef; DVOŘÁK, Velimír. Českobratrské Prosečsko. Benešov: Eman, 2005. 495 s. ISBN 80-86211-49-5. (druhé rozšířené vydání 2006, 557 stran)
- Radostná práce. Přelouč: Staršovstvo čbr. evg. sboru v Přelouči, 1938. 56 s.
- Památník Českobratrského farního sboru evangelického v Přerově k jubilejnímu roku 1928. Přerov: Českobratrská církev evangelická v Přerově, 1928. 77 s.
- Sbor Komenského v Přerově. Přerov: Farní sbor Českobratrské církve evangelické v Přerově, 1933.
- ČERVENKA, Lubomír. Sborník Farního sboru Českobratrské církve evangelické v Přerově. Přerov: [s.n.], 2007. 143 s.
- Památník českobratrského evangelického sboru v Sázavě. Sázava: [s.n.], 1931.
- 150 let Farního sboru Českobratrské církve evangelické v Semonicích 1867–2017. Semonice: Farní sbor Českobratrské církve evangelické v Semonicích, 2017. 68 s. ISBN 978-80-270-3137-5.
- SMETÁNKA, Bohumil. Českobratrský evangelický sbor v Dolní Sloupnici (nástin dějin). Ku 150. výročí tolerančního patentu (1781–1931). Dolní Sloupnice: Kostnická jednota v Dolní Sloupnici, 1932. 86 s.
- SOUŠEK, Zdeněk. Dějiny evangelického sboru ve Strměchách. Pelhřimov: Farní sbor Českobratrské církve evangelické v Pelhřimově-Strměchách, 2003. 77 s. ISBN 80-239-0569-4.
- Památník českobratrského sboru evangelického v Šonově. Ke slavnosti padesátého výročí založení sboru vydalo staršovstvo. Nové Město nad Metují: [s.n.], 1928. 51 s.
- Reformovaného sboru Páně v Telecím založení a trvání od 13. října 1781 do 13. října 1881. Na památku stoletého jubileum. Praha: Presbyterstvo, 1881. 16 s.
- HREJSA, Ferdinand. Evanj. církev a. v. v Trnávce. Chotěboř: Evanj. Matica A.V., 1900. 76 s.
- MOLNÁR, Gustav Adolf. Stručné dějiny Českobratrského evang. sboru v Trnávce. Trnávka: nákladem sboru, 1924. 23 s.
- Památník českobratrského sboru evangelického v Třebechovicích pod Orebem. Na paměť 60. výročí založení sboru a 50. výročí otevření chrámu Páně. Třebechovice pod Orebem: [s.n.], 1930.
- Náboženství evangelické na Třebíčsku. Třebíč: Evang. sbor, H. Vilímovice, 1903. 40 s.
- BURIAN, Ilja. Dějiny protestantismu v Třebíči a Horních Vilémovicích. Třebíč: Arca JiMfa, 1996. 275 s. ISBN 80-85766-69-8.
- BOMBERA, Jan. Z toleranční doby na Malé Hané. Olomouc: vlastním nákladem, 1938. 21 s.
- Památník Českobratrského evang. farního sboru ve Velimi, vydaný k oslavě 150letého trvání za podpory staršovstva Sdružením Českobratrské evang. mládeže ve Velimi 1783–1933. Velim: Sdružení Českobratrské evang. mládeže, 1933. 63 s.
- Památník Farního sboru Českobratrské církve evangelické ve Velimi. 1783–2003. Velim: Farní sbor Českobratrské církve evangelické ve Velimi, 2003.
- PELÍŠEK, Jan. Církev evang. reform. ve Velké Lhotě (u Dačic). Dějinný nástin. Brno: Ref. presbyterstvo ve V. Lhotě, 1882.
- NOVOTNÝ, Josef. Z dějin Horácka a českobratrského evangelického sboru ve Veselí. Nové Město na Moravě: [s.n.]

## Církevní budovy

### Obecné
- NEŠPOR, Zdeněk R. Encyklopedie moderních evangelických (a starokatolických) kostelů Čech, Moravy a českého Slezska. Praha: Kalich, 2009. 576 s. ISBN 978-80-7017-129-5.
- EDGAR, Emil. Protestantismus a architektura. Praha-Karlín: Emil Šolc, 1912. 117 s.
- ČEJKOVÁ, Mahulena. Po stopách památek reformace v České republice. Praha: Trilabit, 2011. 271 s. ISBN 978-80-87098-19-6.
- MAZÁČ, Tomáš. Hledání českobratrského výtvarnictví. Funkce a význam výtvarného umění v bohoslužebných interiérech Českobratrské církve evangelické od roku 1945. Brno: Centrum pro studium demokracie a kultury, 2018. 130 s. ISBN 978-80-7325-451-3.

### Jednotlivé budovy
- Stoletá památka posvěcení evang. ref. chrámu Páně v Hořátvi slavená dne 13. listopadu 1892. Pardubice: Presbyterstvo sboru v Hořátvi, 1893. 35 s.
- KOŠUT, Benjamin. Kostel u sv. Klimenta v Praze, na Novém Městě. Krátké dějiny a oprava jeho provedená v r. 1293 a 1294. Praha-Smíchov: Knihtiskárna-litografie V. Neuberta, 1896. 50 s.
- BEDNÁŘ, František. Náš chrám a sbor. K 80. výročí odevzdání klimentského chrámu službě evangelia. Praha: Českobratrský evangelický sbor klimentský, 1930. 32 s.
- Chrám Páně Českobratrské evangelické církve v Lounech. Louny: vlastním nákladem, 1932. 38 s.
- Pamětní spis k otevření českobratrského evangelického Husova sboru v Lanškrouně dne 31. července 1932. Lanškroun: Kazatelská stanice českobr. církve evang. v Lanškrouně, 1932. 20 s.
- Českobratrská evangelická modlitebna ve Štramberku 1904–1934. Valašské Meziříčí: vlastním nákladem, 1934. 13 s.
- K 150. výročí tolerančního chrámu Páně v Humpolci. Příprava vydání M. R. Mahovský. Praha: Staršovstvo ČCE v Humpolci, 1935.
- ŠILAR, František. Z minulosti čermenského chrámu. Praha: Českobratrská jednota, 1939.
- Po padesáti letech. K padesátiletí chrámu Páně v Chrudimi. Chrudim: [s.n.], 1940.
- BAROT, Ladislav; JERIE, Bedřich. K 100letému jubileu posvěcení evangelického chrámu Páně ve Vanovicích. Vanovice: [s.n.], 1944.
- Svědkové jsme. Sborník ke 40. výročí modlitebny v Praze-Jarově. Praha: [s.n.], 1970.
- CHLÁDKOVÁ, Věra. Z dějin hořátevského chrámu Páně. Praha: Kalich, 1992. 32 s. ISBN 80-7072-984-8.
- 80 let betlémské kaple na Žižkově. Praha: [s.n.], 1994.
- Co nového v Táboře J. A. Komenského v Bělči nad Orlicí. Běleč nad Orlicí: Představenstvo tábora, 1996.
- 50 let evangelického chrámu v Chotiněvsi. 1951 až 2001. Ústí nad Labem: Forte, 2001.
- KŘIVOHLAVÁ, Kateřina; KŘIVOHLAVÝ, Pavel. Dřevěný toleranční kostel ve Velké Lhotě. Velká Lhota: Občanské sdružení Dům na skále, 2003. 141 s. ISBN 80-239-2896-1.
- Evangelický kostel v Ostravě. Sborník u příležitosti 100. výročí položení základního kamene. Příprava vydání Martin Piętak a Aleš Wrana. Ostrava: FS ČCE Ostrava + FS SCE Ostrava, 2005. ISBN 80-902675-1-3.
- OKURKA, Tomáš. Sto let chrámu apoštola Pavla v Ústí nad Labem. Ústí nad Labem: Město Ústí nad Labem, 2006. 35 s. ISBN 80-86646-16-5.
- PIVOŇKA, Petr; VALŮŠEK, David; BERGMANN, Ivan. Evangelický kostel ve Zlíně 1937-2007. 70 let. Zlín: Českobratrská církev evangelická, 2007. 47 s.
- Takový zástup svědků. Sborník k výročí 110 let od postavení kostela, 105 let od příchodu prvního faráře sboru ThDr. Františka Žilky, 70 let od postavení Husova domu, 70 let působení pěveckého sboru. Příprava vydání Hana Pfannová. Mělník: Farní sbor Českobratrské církve evangelické v Mělníku, 2007. 47 s. ISBN 978-80-87098-02-8.
- VYMĚTAL, Mikuláš. Pijte z něho všichni. Kostel u sv. Martina ve zdi a víra v něm. Benešov: Eman, 2014. 304 s. ISBN 978-80-86211-99-2.
- BOUČKOVÁ, Anna. Příběh evangelického kostela v Praze–Kobylisích. Překlad Ondřej Kolář, Nils Stamberg, Matěj Bouček. 1. vyd. Praha: Jan Bouček, 2021. 88 s. ISBN 978-80-905516-5-7.
- KREJČOVÁ ZAVADILOVÁ, Gabriela; TRNKOVÁ, Zuzana. Kdo v paměti žije, není mrtev. Z historie evangelického hřbitova v Moravči. Moraveč: obec Moraveč, 2025. 223 s. ISBN 978-80-909313-5-0.

## Osobnosti

### Slovníky
- TOUL, Jan. Jubilejní kniha českobratrské evangelické rodiny. České Budějovice: vlastním nákladem, 1931. 308 s.
- RYCHETSKÝ, Čestmír. Kazatelé a sbory české národnosti církví a. v. a h. v. v Čechách a na Moravě 1781–1918. Praha: cyklostyl SR ČCE, 1983.
- NEŠPOR, Zdeněk R. Malý slovník českých nekatolických náboženských osobností 20. a 21. století. Praha: Kalich, 2019. 465 s. ISBN 978-80-7017-261-2.

### Biografie a knihy rozhovorů
chronologicky podle osobností
- HREJSA, Ferdinand. Jan Végh. K 150letému výročí tolerance. Praha: Blahoslavova společnost, 1930. 134 s.
- HREJSA, Ferdinand. Jan Szalatnay a jeho paměti z doby toleranční. Praha: Blahoslavova společnost, 1931. 134 s.
- HREJSA, Ferdinand. Matěj Markovic, první toleranční kazatel v Praze. Praha: Svaz SMČME-YMCA, 1938. 19 s.
- BOLOM, Sixtus. Tomáš Juren. Toleranční doba na Vysočině a hudba srdce. Tišnov: Sursum, 2008. 228 s. ISBN 978-80-7323-177-4.
- BOLOM, Sixtus. Svoboda svědomí: Superintendent Michael Blažek a protestantská společnost pozdního osvícenství. Praha: Historický ústav AV ČR, v.v.i. a Matice moravská, 2016. 565 s. ISBN 978-80-7286-286-3.
- KOŠUT, Bedřich Vilém. Můj žalář a mé vyhnanství. Z pamětí Bedřicha Viléma Košuta. Praha: Pokrok, 1911. 67 s. Dostupné online.
- LUKÁŠEK, Josef Václav. Bedřich Vilém Košut a náboženské poměry v revoluční době r. 1848 a za vlády absolutismu. Praha: V. Horák a spol., 1927. 190 s. Dostupné online.
- Z TARDY, Heřman. B.V. Košut, farář a jeho hanopisy proti dr. bohosloví Kohlbrüggovi a jeho postille a proti Jednotě Bratří Ochranovských. Praha: vlastním nákladem, 1868. 27 s.
- KOŠUT, Ladislav. Benjamin Košut. Jeho dílo a zápasy na poli české reformace. Praha: Českobratrské družstvo, 1935. 153 s. Dostupné online.
- WURMOVÁ, Jindřiška. Ze staré rovečské fary. Praha: Kalich, 1933. 109 s.
- LUKÁŠEK, Josef Václav. Josef Růžička jeho život a dílo. Příspěvek k dějinám evangelické církve v Praze. Praha: Českobratrské družstvo, 1929. 288 s.
- ŘÍČAN, Rudolf. Karel Eduard Lány a Lutherův ústav (Lutherův ústav od roku 1903). Hradec Králové: Kuratorium Husova domu, 1933. 106 s.
- KARAFIÁT, Jan. Paměti spisovatele Broučků. I. – V.. Praha: [s.n.], 1919–1928.
- KEJŘ, Václav. Svědek výmluvný. K 100. výročí narození synodního seniora Josefa Křenka. Praha: Ústřední církevní nakladatelství, 1985. 154 s.
- ŘEZNÍČEK, Jan. Ve věži smrti. Vzpomínky z rakouského žaláře 1915 až 1917. Praha: Kalich, 1928. 398 s.
- ŠIMSOVÁ, Milena. Svět Jaroslava Šimsy. Benešov: Eman, 2013. 620 s. ISBN 978-80-86211-91-6.
- ŠEDÝ, Rudolf. Paměti pana vikáře Šedého. Benešov: Eman, 2008. 351 s. ISBN 978-80-86211-64-0.
- Památce statečných duchovních Jaromíra Klimeckého a Ladislava Krále. Beroun, Praha: Škriptorál, 2018. 40 s. Dostupné v archivu pořízeném dne 2020-10-31.
- ŠIMSOVÁ, Milena. Dlouhý běh Jana Šimsy. Vzpomínky, články, rozhovory, dokumenty, dopisy. Praha: Eman, 2020. 400 s. ISBN 978-80-88060-22-2.
- TROJAN, Jakub Schwarz. Rozhovory s pamětí, 2 svazky. Středokluky: Zdeněk Susa, 2010-2011. 540 a 430 s. ISBN 978-80-86057-63-7.
- KARÁSEK, Sváťa; HÁJEK, Štěpán; PLZÁK, Michal. Víno tvé výborné. Rozhovory. Praha: Kalich, 1998. 293 s. ISBN 80-7017-193-6.
- REJCHRT, Miloš; HÁJEK, Štěpán; PLZÁK, Michal. O něco svobodnější. Rozhovory. Praha: Kalich, 2002. 423 s. ISBN 80-7017-805-1.
- BÍSEK, Tomáš. Ohledávání. Doma, ve Skotsku a zase doma. Praha: Kalich, 2012. 221 s. ISBN 978-80-7017-173-8.
- Jak se dělá farář/ka. Příprava vydání Zvonimír Šorm. Jihlava: Mlýn, 2022. 114 s. ISBN 978-80-86498-76-8.

## Události
- VONDRA, Jan. Sázavský deník. Brno: Jan Vondra, 2009. 224 s. ISBN 978-80-254-4165-7.
- VONDRA, Jan. Blažkovský deník aneb Sázava pokračuje na Blažkově 1956–2016. Brno: Farní sbor Českobratrské církve evangelické v Brně I a Farní sbor Českobratrské církve evangelické v Brně II, 2019. 544 s. ISBN 978-80-270-6833-3.
- HÁJEK, Štěpán. 100x Desert. Výběr z bohoslužeb v hospodě. Benešov: Eman, 2017. 285 s. ISBN 978-80-88060-08-6.
- HUBENÝ, Jaroslav. Pátečníci ze ztracené varty. Bytové semináře ve Svratouchu v době normalizace. Tišnov: Miroslav Klepáček – Sursum, 2019. 255 s. ISBN 978-80-7323-340-2.

## Písně
- Synodní rada Českobratrské církve evangelické. Evangelický zpěvník. Praha: Synodní rada Českobratrské církve evangelické, 1979. 917 s.
- Buď Tobě sláva. Zpěvníček pro rodinné služby Boží Českobratrské církve evangelické. Příprava vydání Luděk Rejchrt. Praha: Synodní rada Českobratrské církve evangelické, 1983. 157 s.
- HÁJEK, Miloslav; ONDŘÍČKOVÁ, Dagmar; RYCHETSKÁ, Miluše. Konkordance k Evangelickému zpěvníku. Praha: Kalich, 1990. 437 s. ISBN 80-7017-168-5.
- RECHRT, Luděk. Zpívejte s námi. Vyprávění a písničky z knihy knih. Praha: Farní sbor Českobratrské církve evangelické v Praze 4 – Braník a Evangelické nakladatelství ENA, 1991. 168 s.
- Svítá. Křesťanské písničky (nejen) pro mládež. Příprava vydání Jiří Gruber. Praha: Kalich, 1992. 610 s. ISBN 80-7072-001-8.
- Evangelický zpěvník. Dodatek. Plzeň: UNI, 2000. 120 s. ISBN 80-902017-4-1. (další vydání 2004 a 2007, Kalich, Praha)
- Chorálník. Evangelický zpěvník – dodatek. Plzeň: UNI, 2000. 48 s. ISBN 80-902017-5-X. (druhé vydání 2005, Kalich, Praha)
- Čistý plamen lásky. Výbor z písní pobělohorských exulantů ze Slezska. Příprava vydání Jan Malura a Pavel Kosek. Brno: Host, 2004. 360 s. ISBN 80-7294-116-X.

## Periodika
- NEŠPOR, Zdeněk R. Století evangelických časopisů 1849–1948. Časopisy v dějinách „lidových“ protestantských církví v Čechách a na Moravě. Praha: Kalich, 2010. 175 s. ISBN 978-80-7017-139-4.

## Diplomové práce
- CAPOUŠEK, Tomáš. Řády a církevní zřízení Českobratrské církve evangelické. Praha, 1998. 25 s. Diplomová práce. Právnická fakulta Univerzity Karlovy.
- PŘIKRYL, Ivo. Českobratská církev evangelická a opoziční projevy vůči normalizačnímu režimu. Brno, 2006. 50 s. Bakalářská práce. Fakulta sociálních studií Masarykovy univerzity. Vedoucí práce Jakub Šedo.   Dostupné online.
- BOLOM-KOTARI, Sixtus. Tomáš Juren a toleranční doba na Vysočině. Brno, 2007. 79 s. Magisterská práce. Filozofická fakulta Masarykovy univerzity. Vedoucí práce Jiří Malíř.   Dostupné online.
- HORNÍKOVÁ, Marta. Českobratrská církev evangelická v Jeseníku od roku 1945 po současnost. Brno, 2008. 79 s. Bakalářská práce. Filozofická fakulta Masarykovy univerzity. Vedoucí práce Jana Rozehnalová.   Dostupné online.
- SÍLOVÁ, Soňa. Proudy ve východočeském evangelictví v díle Terézy Novákové. Praha, 2008. 95 s. Diplomová práce. Evangelická teologická fakulta Univerzity Karlovy. Vedoucí práce Pavel Filipi.   Dostupné online.
- PETRLÍK, Oldřich. Osudy luterských sborů v Českobratrské církvi evangelické. Praha, 2009. 59 s. Bakalářská práce. Evangelická teologická fakulta Univerzity Karlovy. Vedoucí práce Rudolf Vévoda.
- PUČÁLKOVÁ, Ester. Život a dílo superintendenta Ferdinanda Císaře. Brno, 2009. 68 s. Bakalářská práce. Filozofická fakulta Masarykovy univerzity. Vedoucí práce Jiří Hanuš.   Dostupné online.
- KOCOUREK, Jan. Po stopách farního sboru ve Svitavách od jeho počátků až po současnost. Brno, 2009. 47 s. Bakalářská práce. Filozofická fakulta Masarykovy univerzity. Vedoucí práce Jana Rozehnalová.   Dostupné online.
- PALÁNOVÁ, Jana. Dějiny evangelického sboru v Huslenkách. Praha, 2009. 159 s. Diplomová práce. Evangelická teologická fakulta Univerzity Karlovy. Vedoucí práce Noemi Rejchrtová.   Dostupné online.
- HAJTMAROVÁ, Pavla. Farní sbor Českobratrské církve evangelické v Hrabové v meziválečném období. Olomouc, 2010. 79 s. Bakalářská práce. Filozofická fakulta Univerzity Palackého. Vedoucí práce Karel Podolský.   Dostupné online.
- HUDCOVÁ, Eliška. Báječný ročník": život evangelických bohoslovců a farářů v období normalizace v jejich dnešních vyprávěních. Praha, 2010. 143 s. Diplomová práce. Fakulta humanitních studií Univerzity Karlovy. Vedoucí práce Ondřej Matějka.   Dostupné online.
- CHROUST, Adam. Osobnost Josefa Batelky ve společenských proměnách 20. století. Brno, 2011. 163 s. Bakalářská práce. Filozofická fakulta Masarykovy univerzity. Vedoucí práce Jiří Hanuš.   Dostupné online.
- PUČÁLKOVÁ, Ester. Vznik nové církve očima Ferdinanda Císaře. Brno, 2012. 89 s. Magisterská práce. Filozofická fakulta Masarykovy univerzity. Vedoucí práce Jiří Hanuš.   Dostupné online.
- ZAVADILOVÁ, Gabriela. Toleranční sbor v Moravči do roku 1848. Pardubice, 2012. 65 s. Bakalářská práce. Filozofická fakulta Univerzity Pardubice. Vedoucí práce Marie Macková.   Dostupné online.
- PFANN, Michael. Život a působení farářů Alfréda Kocába a Jiřího Doležala v letech 1968 až 1989. Praha, 2013. 123 s. Magisterská práce. Evangelická teologická fakulta Univerzity Karlovy. Vedoucí práce Peter Morée.   Dostupné online.
- PUČÁLKOVÁ, Ester. Evangelický kostel v Kloboukách u Brna. Brno, 2013. 50 s. Bakalářská práce. Filozofická fakulta Masarykovy univerzity. Vedoucí práce Jiří Kroupa.   Dostupné online.
- TOMEŠOVÁ, Ráchel. Magdalena Horká a její práce na poli církevní hudby. Brno, 2013. 58 s. Bakalářská práce. Pedagogická fakulta Masarykovy univerzity. Vedoucí práce Ivo Bartoš.   Dostupné online.
- DIMLOVÁ, Veronika. Dějiny evangelického sboru Klášter nad Dědinou (1782–1939). Pardubice, 2013. 70 s. Bakalářská práce. Filozofická fakulta Univerzity Pardubice. Vedoucí práce Hana Stoklasová.   Dostupné online.
- HAŠKA, Petr. Dějiny sboru ČCE v Třebíči. Praha, 2014. 97 s. Diplomová práce. Evangelická teologická fakulta Univerzity Karlovy. Vedoucí práce Peter Morée.   Dostupné online.
- DVOŘÁČKOVÁ, Magdalena. Českobratrská církev evangelická v demokratické revoluci 1989. Praha, 2014. 48 s. Bakalářská práce. Fakulta sociálních věd Univerzity Karlovy. Vedoucí práce Michal Kopeček.   Dostupné online.
- KREJČOVÁ ZAVADILOVÁ, Gabriela. Dějiny sboru Českobratrské církve evangelické v Moravči od jeho založení po současnost. Pardubice, 2014. 157 s. Diplomová práce. Fakulta filozofická Univerzity Pardubice. Vedoucí práce Marie Macková.   Dostupné online.
- MAZÁČ, Tomáš. Funkce a význam výtvarného umění v modlitebnách Českobratrské církve evangelické od roku 1945. Brno, 2014. 106 s. Magisterská práce. Filozofická fakulta Masarykovy univerzity. Vedoucí práce Aleš Filip.   Dostupné online.
- TOMEŠEK, Martin. Historie farního sboru Českobratrské církve evangelické v Jablůnce v 18.–20. století. České Budějovice, 2014. 87 s. Magisterská práce. Teologická fakulta Jihočeské univerzity. Vedoucí práce Rudolf Svoboda.   Dostupné online.
- KÁBRT, Vojtěch. Protestantismus na českém severovýchodě. Život evangelických sborů v katolické společnosti od poloviny 19. století do roku 1938. Hradec Králové, 2015. 258 s. Disertační práce. Filozofická fakulta Univerzity Hradec Králové. Vedoucí práce Veronika Středová.   Dostupné online.
- VÍTKOVÁ, Lenka. Biografie Vladimíra Herčíka – faráře, letce a diplomata. Brno, 2015. 85 s. Magisterská práce. Filozofická fakulta Masarykovy univerzity. Vedoucí práce Tomáš Dvořák.   Dostupné online.
- ŠTĚPKOVÁ, Barbora. K historii evangelické kazatelské stanice v Jindřichově Hradci v letech 1904 – 1922 s přihlédnutím k nekatolickému hnutí na Jindřichohradecku do roku 1904. Brno, 2015. 74 s. Bakalářská práce. Pedagogická fakulta Masarykovy univerzity. Vedoucí práce Jiří Mihola.   Dostupné online.
- SLÁDEČEK, Petr. Novorenesanční kostely v Čechách a na Moravě. Praha, 2015. 230 s. Doktorská disertační práce. Katolická teologická fakulta Univerzity Karlovy. Vedoucí práce Jiří Kuthan.   Dostupné online.
- FOJTŮ, Marek. Toleranční sbory na Mělnicku do roku 1861. Plzeň, 2016. 67 s. Bakalářská práce. Fakulta pedagogická Západočeské univerzity. Vedoucí práce Jan Kilián.   Dostupné online.
- ZEJDA, Milan. Komentovaný soupis fondu pozůstalosti Bedřicha Blahoslava Bašuse v Oddělení dějin literatury Moravského zemského muzea v Brně. Brno, 2017. 172 s. Bakalářská práce. Filozofická fakulta Masarykovy univerzity. Vedoucí práce Jiří Kudrnáč.   Dostupné online.
- RYŠAVÁ, Tereza. Perzekuce duchovních Českobratrské církve evangelické v období tzv. normalizace na příkladu případů Jana Šimsy a Jana Duse. Brno, 2018. 82 s. Magisterská práce. Pedagogická fakulta Masarykovy univerzity. Vedoucí práce Jaroslav Vaculík.   Dostupné online.
- ROSICKÝ, Aleš. Místo setkávání Travná v letech 1968–2004. Praha, 2018. 139 s. Diplomová práce. Evangelická teologická fakulta Univerzity Karlovy. Vedoucí práce Pieter Moree.   Dostupné online.
- KVÍZ, Lukáš. Dějiny evangelického sboru v Hořátvi. Praha, 2020. 70 s. Bakalářská práce. Fakulta humanitních studií Univerzity Karlovy. Vedoucí práce Zdeněk R. Nešpor.   Dostupné online.
- PUČÁLKOVÁ, Ester. Dědictví otců: obraz reformační minulosti a přítomnosti v nekatolických časopisech v letech 1918-1928. Brno, 2020. 231 s. Disertační práce. Filozofická fakulta Masarykovy univerzity. Vedoucí práce Jiří Hanuš.   Dostupné online.
- KLIČKOVÁ, Barbora. „Být dobrým člověkem je více, než být velkým umělcem.“ Interpretace pamětí a deníků Anny Chlebounové. Praha, 2020. 158 s. Diplomová práce. Filozofická fakulta Univerzity Karlovy. Vedoucí práce Milan Hlavačka.   Dostupné online.
- CSUKÁS, Adam. Právní řád Českobratrské církve evangelické – dějiny a současnost. Praha, 2021. 313 s. Dizertační práce. Právnická fakulta Univerzity Karlovy. Vedoucí práce Záboj Horák.   Dostupné online.
- JELÍNKOVÁ, Rút. Budování a vývoj farního sboru ČCE v Teplicích v letech 1945 až 1949. Ústí nad Labem, 2022. 99 s. Bakalářská práce. Filozofická fakulta Univerzity Jana Evangelisty Purkyně. Vedoucí práce Václav Zeman.   Dostupné online.
- KULHÁNKOVÁ, Eliška. Možnosti animace nevyužívaných nekatolických sakrálních památek na Kralovicku. Praha, 2022. 81 s. Bakalářská práce. Fakulta podnikohospodářská Vysoké školy ekonomické. Vedoucí práce Vojtěch Kouba.   Dostupné online.